# Phlogophora effusa
Phlogophora effusa là một loài bướm đêm trong họ Noctuidae.